# 菊川章陽
菊川 章陽（きくかわ しょうよう、1917年4月3日 - 2011年9月21日）は、東京都台東区生まれの書家。木村東道に師事。本名は長次郎、章陽は号。

## 役職
- 社団法人 日本書作家協会副会長
- 新興書道展
  - 副会長
  - 総務
  - 一部審査会員
- 清風会総務
- 毎日書道展会員

## 学歴
- 立正大学卒業